# Straßenbahn Den Haag
Die Straßenbahn Den Haag ist eines der großen europäischen Straßenbahnnetze. Die Betreibergesellschaft ist die Haagsche Tramweg-Maatschappij (HTM, Haager Straßenbahngesellschaft), die außerdem ein großes Stadtbusnetz betreibt.
Das Netz ist regelspurig, die Fahrleitungsspannung beträgt 600 Volt. Fast alle Endstationen sind mit Wendestellen ausgerüstet, so dass der Großteil des Netzes mit Einrichtungsfahrzeugen befahren werden kann. Ausnahmen sind Leidsenhage (Linien 2 und 19), Loosduinen (Linie 3) und Nootdorp Centrum (Linie 15), die nur mit Zweirichtungsfahrzeugen bedient werden können (RandstadRails RegioCitadis).

## Geschichte

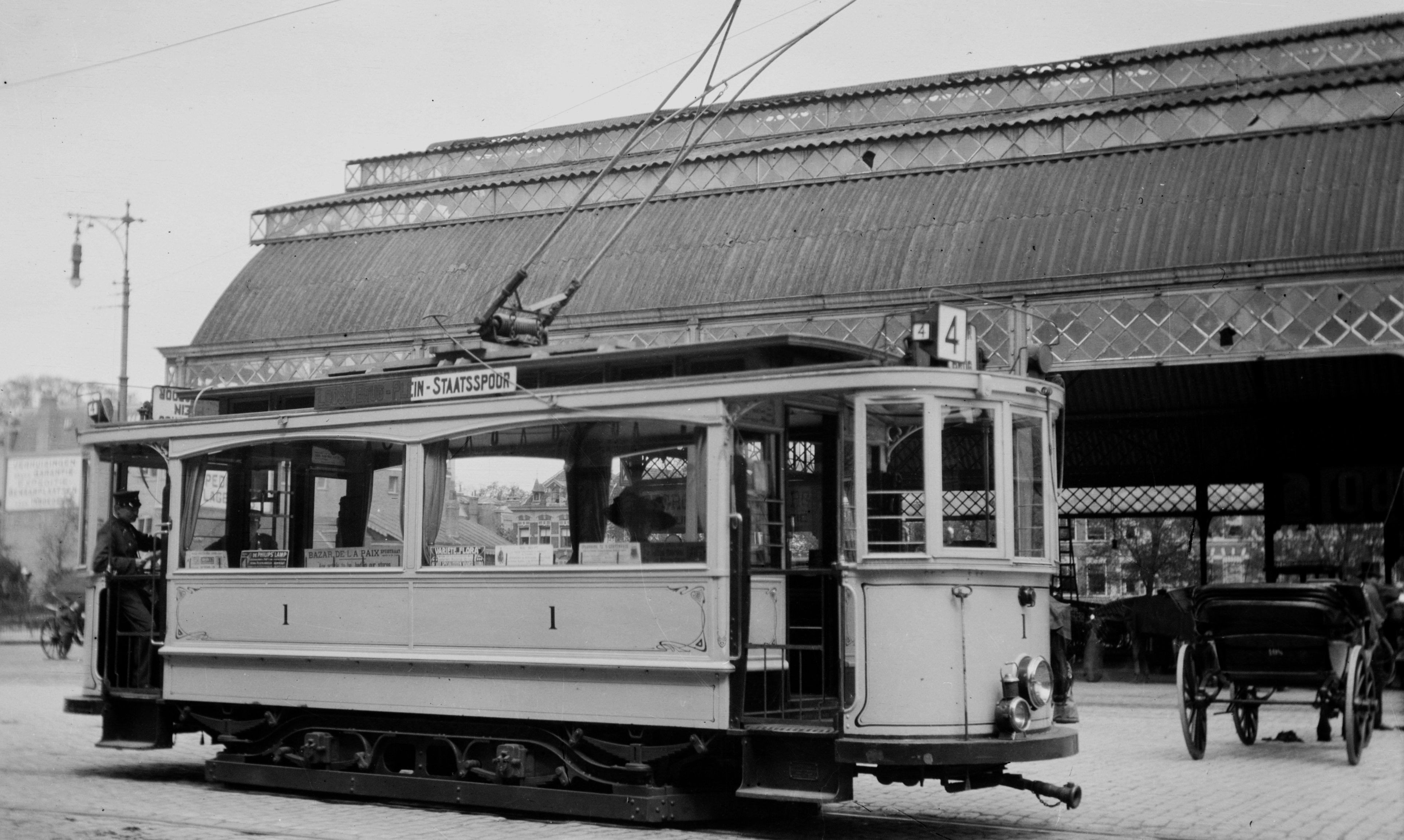
Tramwagen 1 auf der Linie 4 am Staatsspoor (Rijnstraat), ungefähr zur Zeit des Ersten Weltkrieges

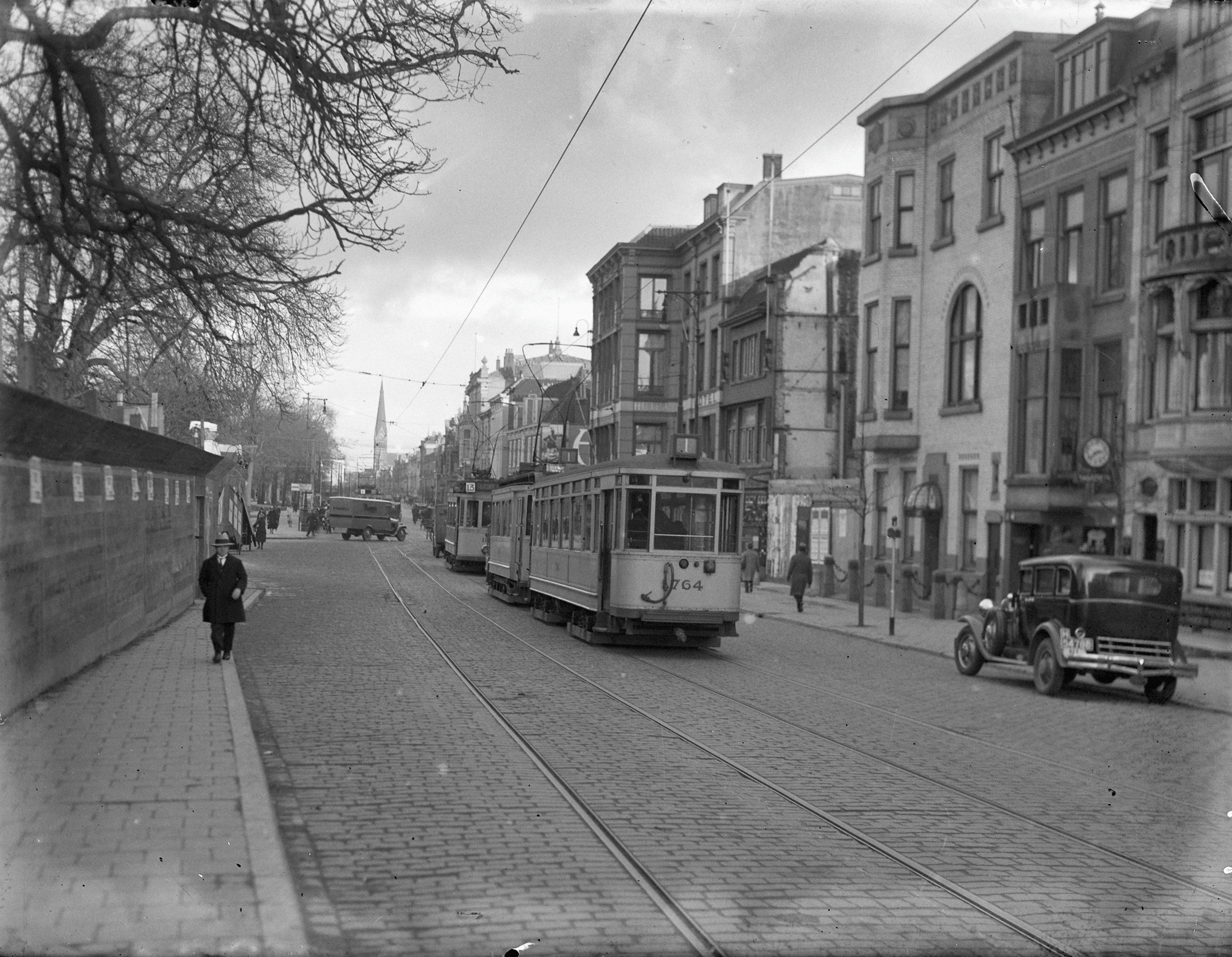
Straßenbahn der Linie 1 auf dem Bezuidenhoutseweg, 1931

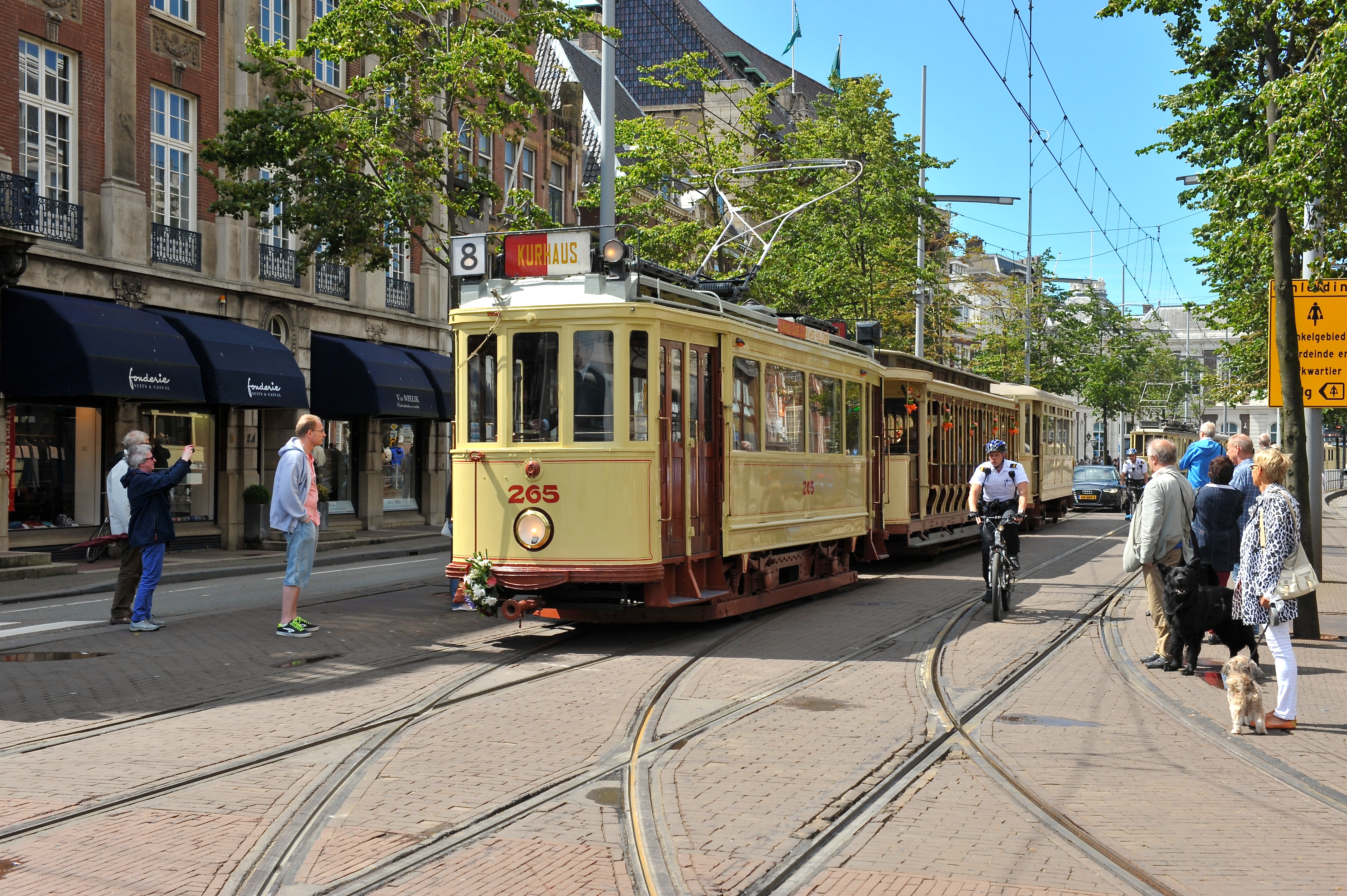
Tramwagen 265 (Baujahr 1921) während des Tramjubiläums 2014

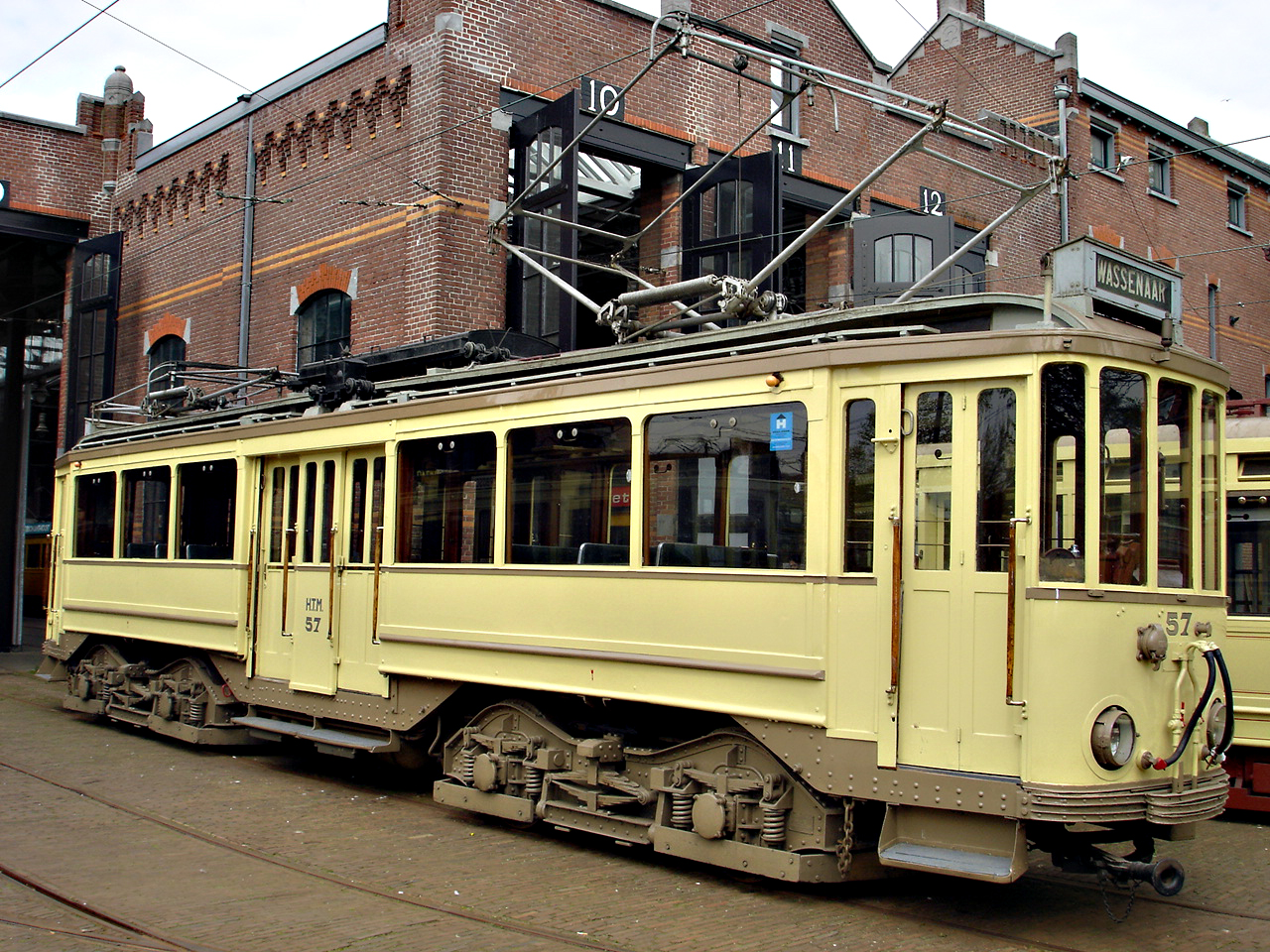
Gelbe Tram (Baujahr 1923), eingesetzt auf der 1961 stillgelegten Linie nach Leiden und bis 1965 auf der Linie nach Delft, im Haager Verkehrsmuseum

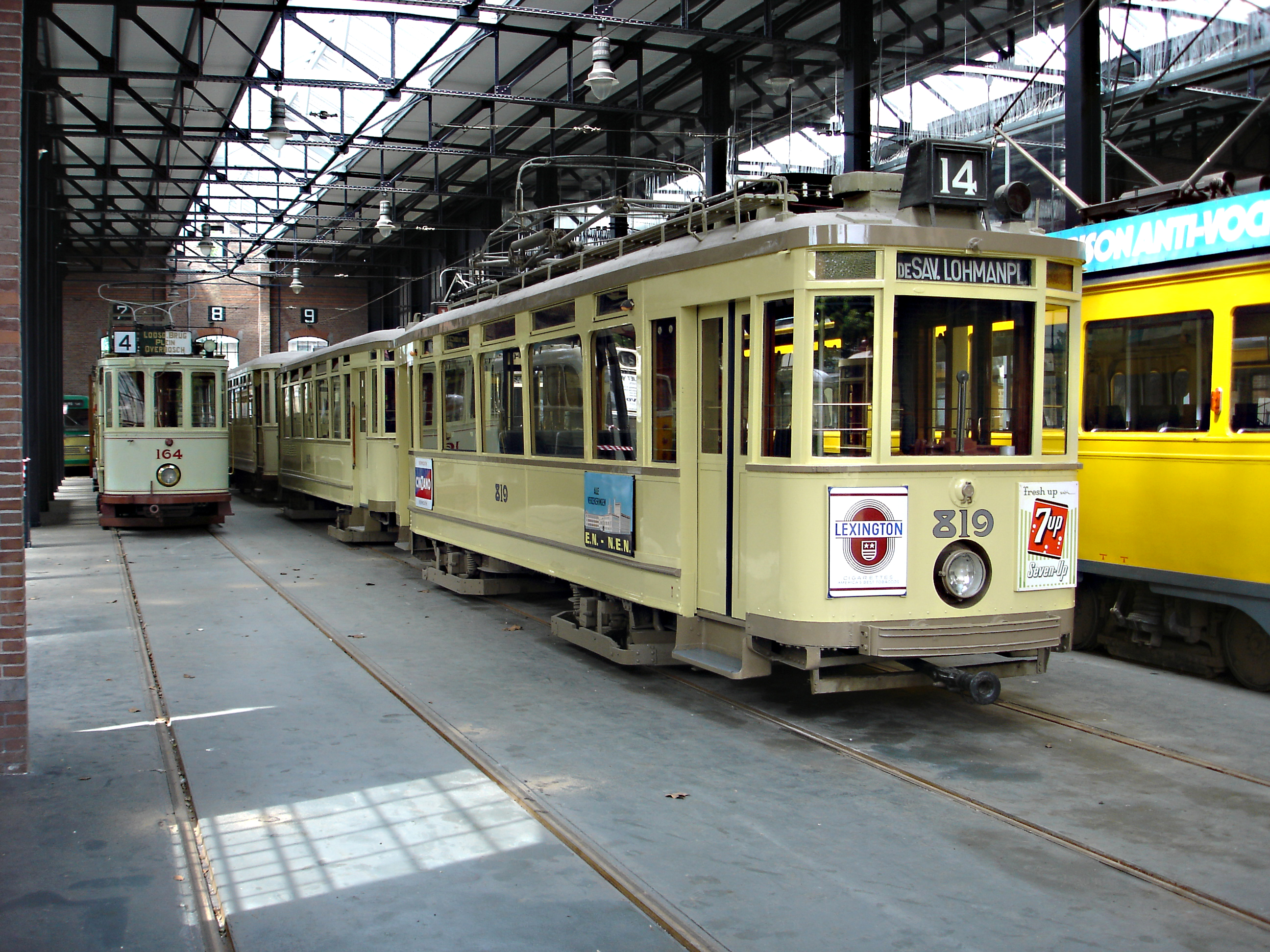
Triebwagen 819 (Baujahr 1927) im Haager Verkehrsmuseum

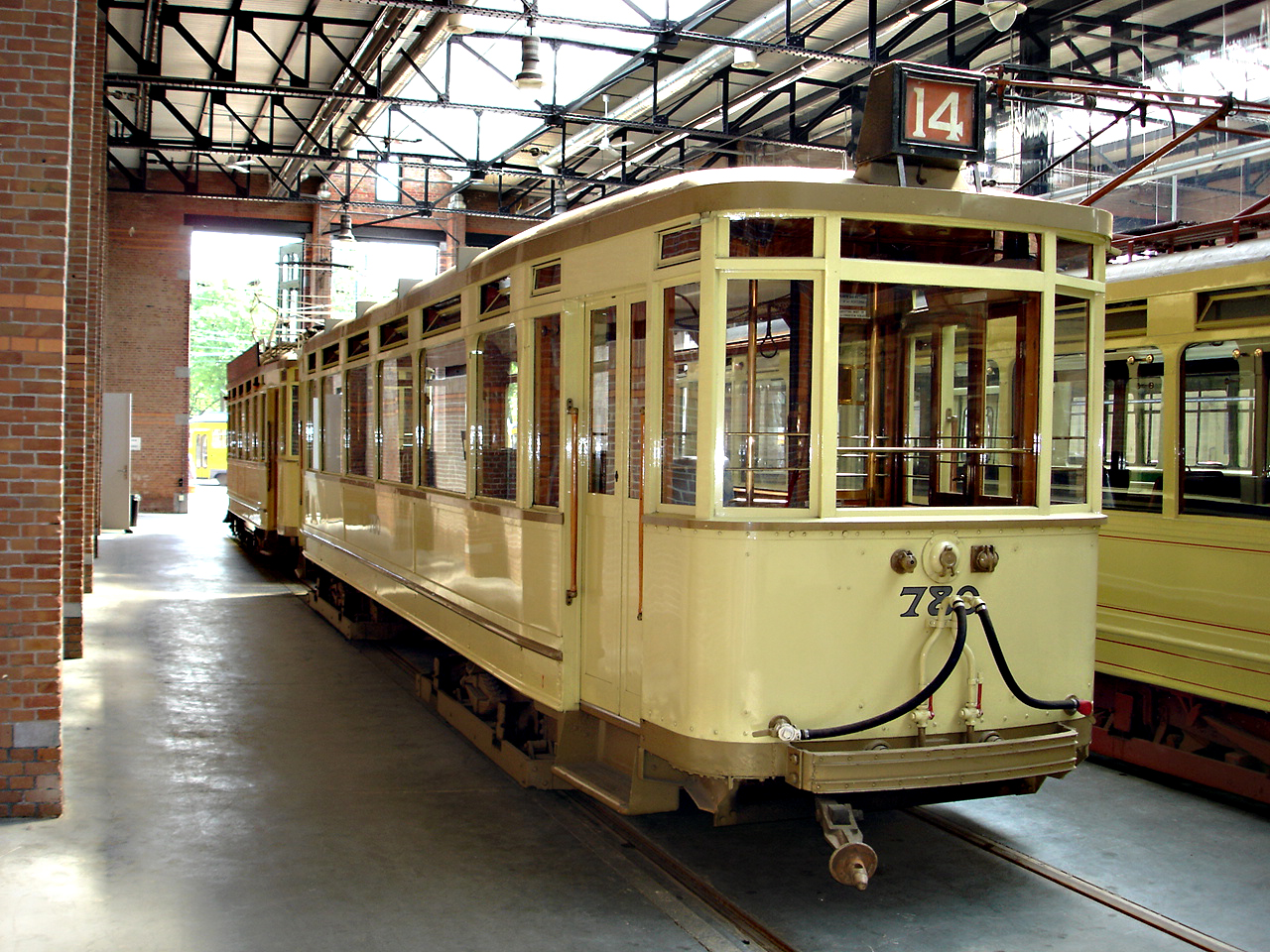
Beiwagen der Serie 751–780 von 1929, als Besonderheit hatte dieser Typ eine rote Liniennummer anstelle einer Rückleuchte

Am 25. Juni 1864 verkehrte die erste Straßenbahn der Niederlande, eine Pferdebahn der Dutch Tramway Company (DTC), von Den Haag in das benachbarte Seebad Scheveningen. Die 1904 elektrifizierte Strecke ist bis in die Gegenwart als Teil der Linie 1 in Betrieb.
Zwei Jahre später, am 25. Juni 1866, ging eine Dampfstraßenbahn von Den Haag zum Haager Tor in der südlichen Nachbarstadt Delft in Betrieb. Die seit 1924 elektrisch betriebene Strecke wird seit 1966 von der Haager Straßenbahn mit PCC-Wagen betrieben und ist Teil der heutigen Linie 1.
In der Folge entstanden zwei weitere Überlandlinien, 1934 nach Voorburg, die ebenfalls 1966 ins Stadtnetz übernommen wurde (2011 stillgelegt), sowie 1925 über Wassenaar in die benachbarte Universitätsstadt Leiden. Sie wurde am 9. November 1961 stillgelegt.
Weitere Überlandlinien betrieb die Noord-Zuid-Hollandse Vervoermaatschappij (Nord- und Südholländische Verkehrsgesellschaft), die 1881 ihre erste Strecke von Leiden nach Haarlem in Betrieb nahm und in der Folge ein großes Netz an Überlandstraßenbahnen zwischen Den Haag, Scheveningen, Leiden, Katwijk, Noordwijk, Haarlem, Zandvoort, Amsterdam, Purmerend, Edam und Volendam aufbaute. Das Netz wurde wie zahlreiche andere niederländische und belgische Überlandbetriebe schrittweise stillgelegt. Die letzte Linie war die Strecke zwischen Den Haag, Voorschoten und Leiden, die gleichzeitig mit der HTM-Linie über Wassenaar am 9. November 1961 den Betrieb einstellte.
Die Haagsche Tramweg-Maatschappij als Betreiber städtischer Straßenbahnlinien wurde 1887 gegründet und übernahm nach und nach die Strecken der übrigen Unternehmen.
Wie viele andere Städte dieser Größe plante auch Den Haag in den 1960er Jahren den Bau einer Stadtbahn (Premetro) mit teilweise unterirdischen Strecken. Ein Relikt dieser bald wieder aufgegebenen Pläne ist ein Hochbahnabschnitt, der Muzenviaduct beiderseits des 1973 neu gebauten Hauptbahnhofs. Der Straßenbahnviadukt verläuft quer zur Gleisachse des Bahnhofs und führt durch dessen Obergeschoss, wo sich über den Bahnsteigen außer der Straßenbahnhaltestelle auch ein Busbahnhof befindet. Der in den 1990er Jahren errichtete Neubau des Ministeriums für Wohnungsbau, Raumordnung und Umweltschutz auf der gegenüberliegenden Straßenseite wurde um den Viadukt herumgebaut, die Straßenbahnstrecke führt in luftiger Höhe durch das Gebäude hindurch.
1994 wurde die Strecke nach Delft vom dortigen Bahnhof in den Süden der Stadt, zum neuen Wohngebiet Tanthof, verlängert. Mit 20 km Streckenlänge war sie bis 2005 die längste Straßenbahnlinie der Niederlande, die einfache Fahrt dauert etwa eine Stunde.

## Liniennetz

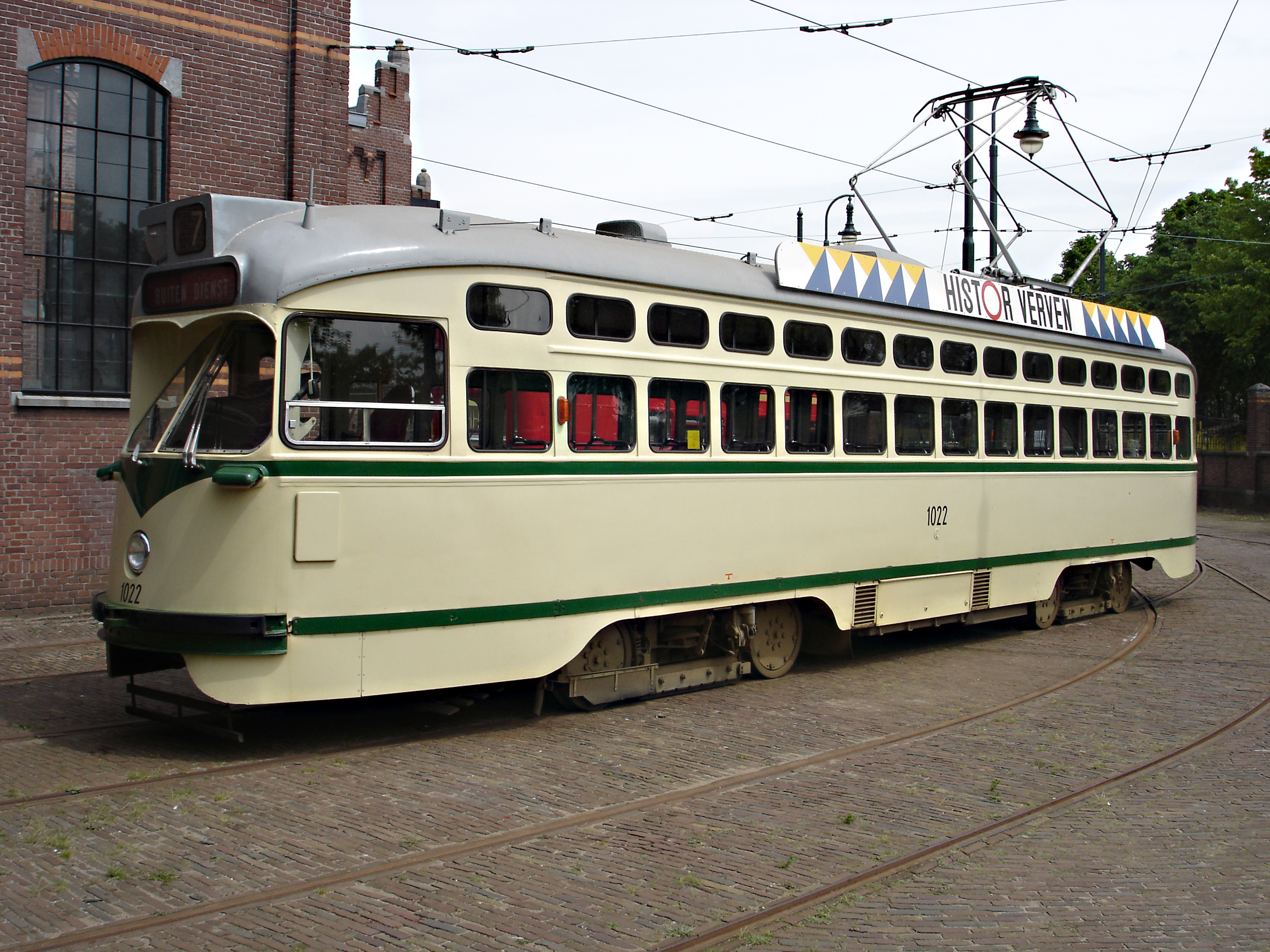
PCC-Wagen 1022 (Baujahr 1952) im Haager Verkehrsmuseum

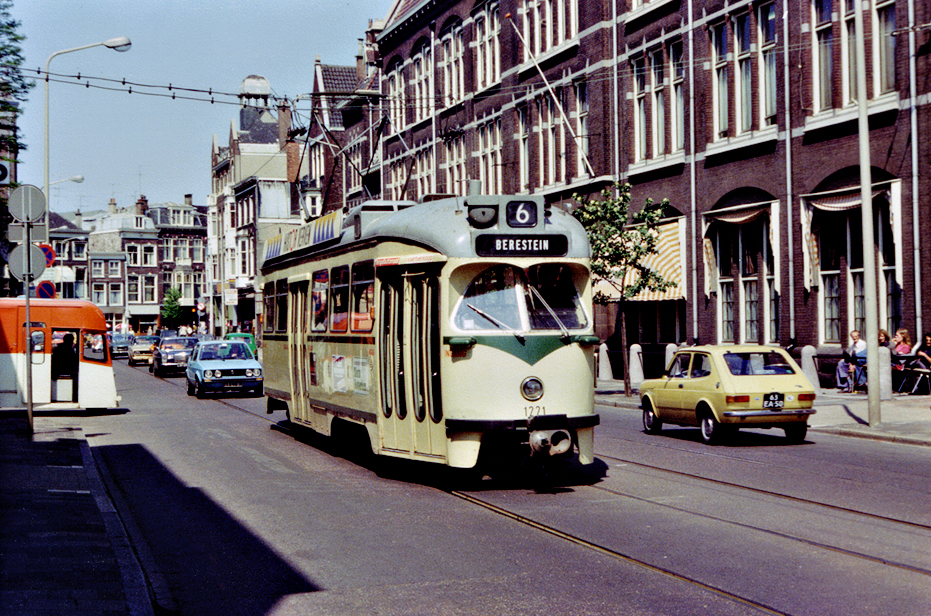
PCC-Wagen 1221 (Baujahr 1963) in der Haager Innenstadt

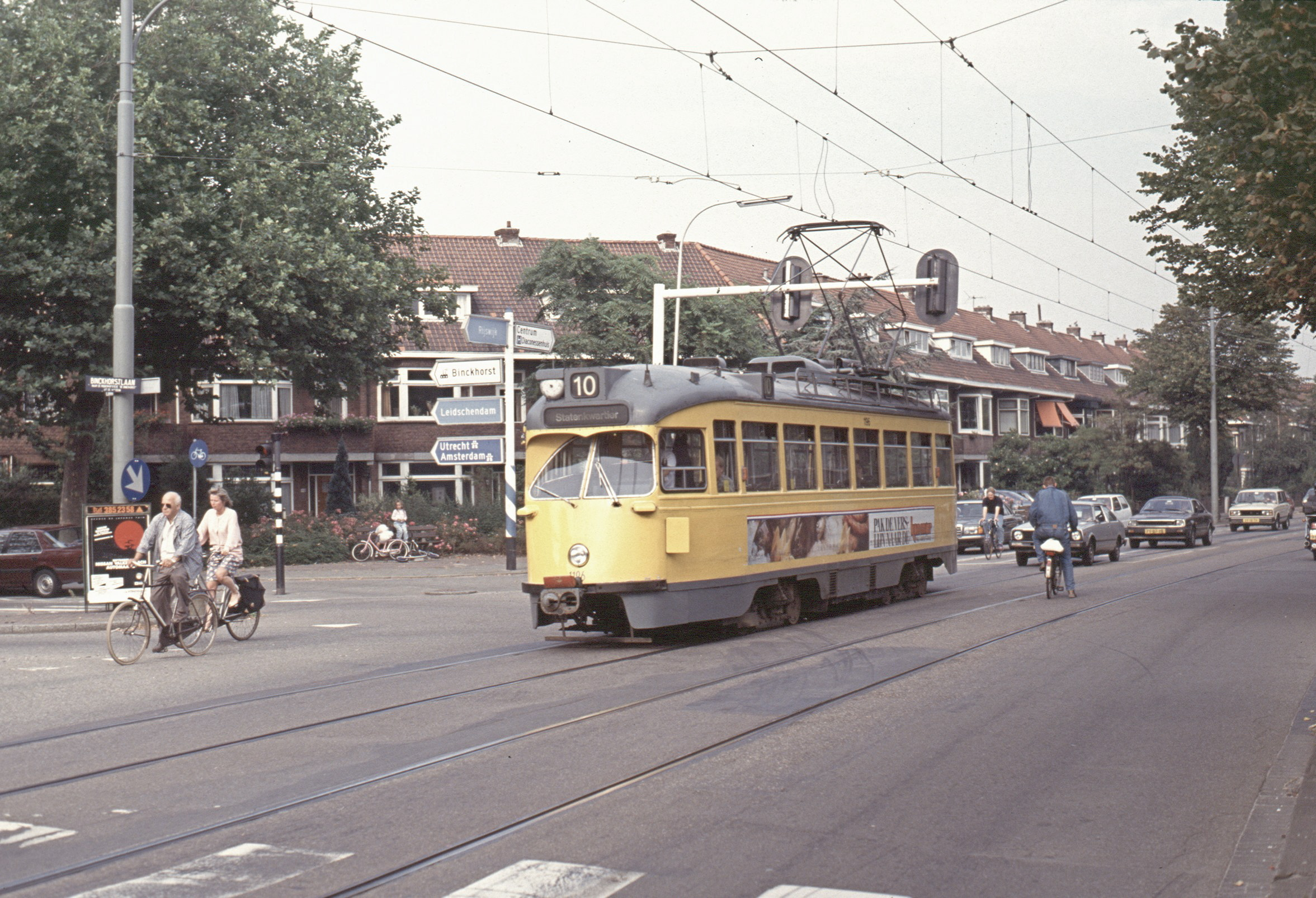
PCC-Wagen 1186 in der für diese Bauart seit den 1980er Jahren üblichen gelben Lackierung, 1991

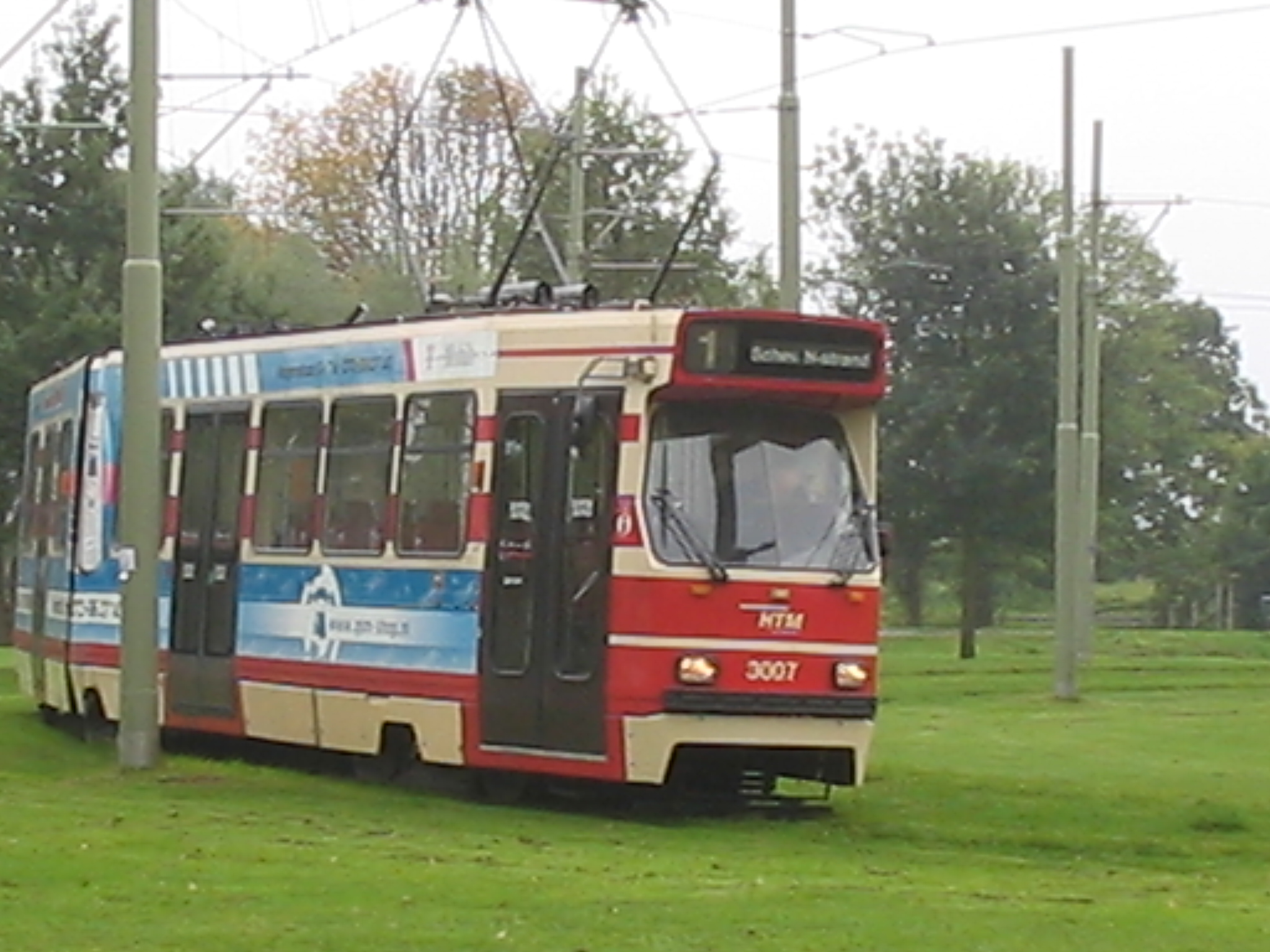
GTL an der Endstation Delft Tanthof

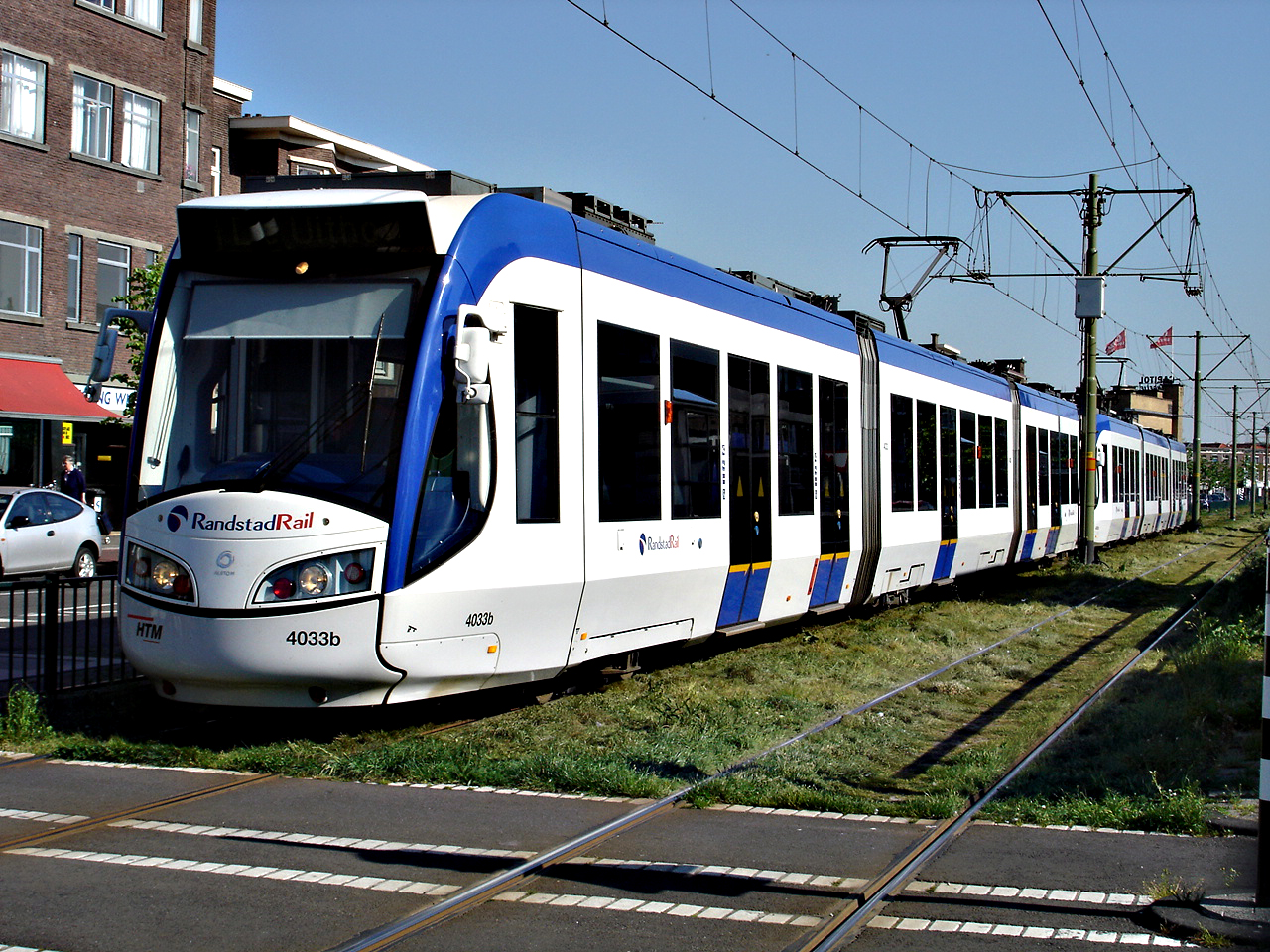
RandstadRail Linie 4 von Den Haag nach Zoetermeer

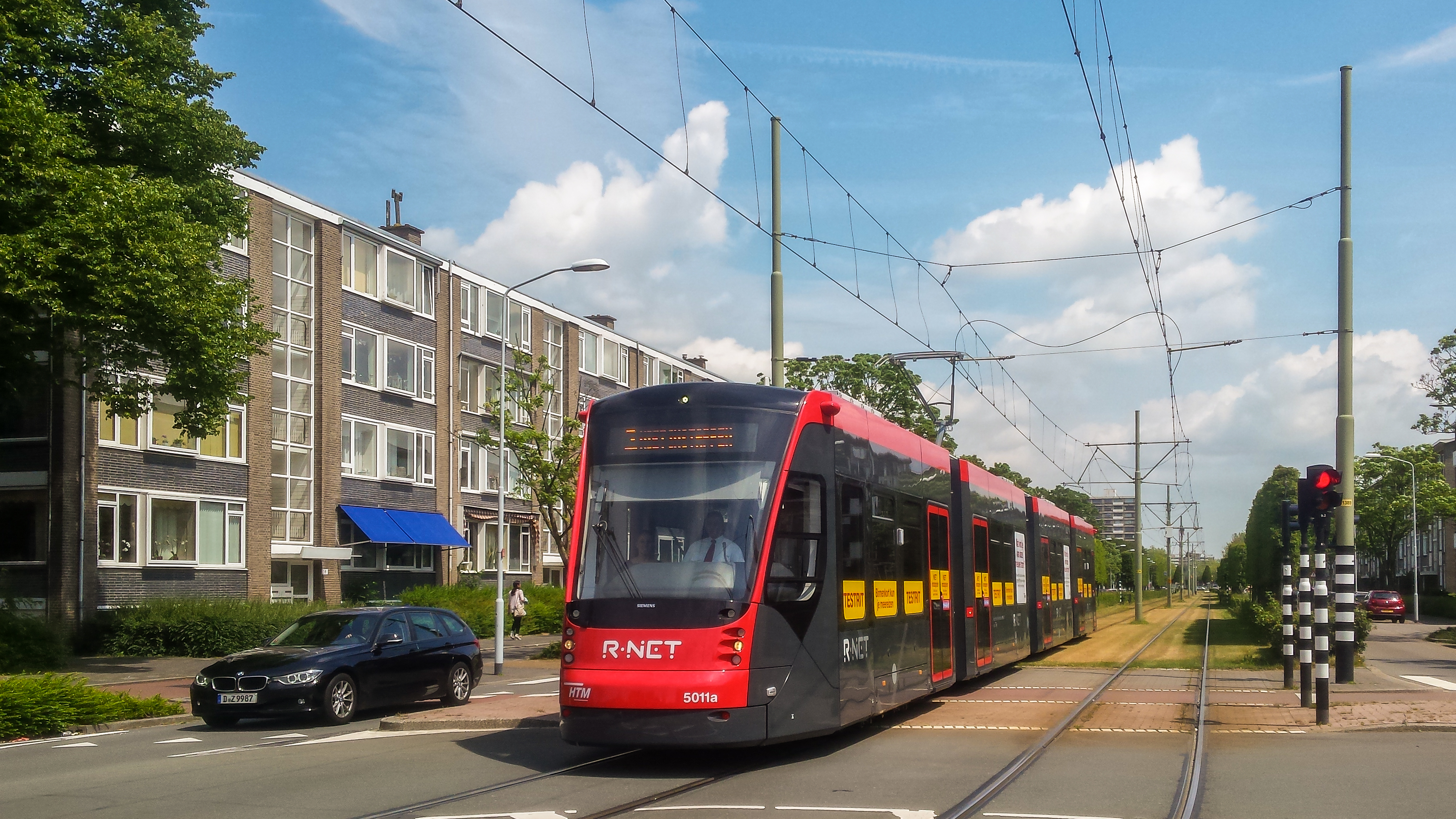
Ein Siemens Avenio auf Probefahrt in Voorburg

Einige Linien reichen weit über die Stadtgrenzen hinaus. Die Linie 1 verkehrt vom Scheveninger Strand über die Innenstadt bis in den Süden der Nachbarstadt Delft. Die dortige Endstation liegt nur rund vier Kilometer von der Endstation der Rotterdamer Straßenbahnlinie 21 im Norden der Stadt Schiedam entfernt. Eine Verbindung beider Netze ist jedoch nicht vorgesehen. Die Linien 15 und 17 sind am Hauptbahnhof (Centraal Station) miteinander verknüpft: Ein ankommender Zug der Linie 15 fährt auf der Linie 17 weiter und umgekehrt.
Andere Vorortgemeinden mit Straßenbahnanschluss sind Rijswijk, Voorburg, Leidschendam und Nootdorp. Der Villenvorort Wassenaar ist ins Überlandbusnetz eingebunden.
| Linie | von                                   | über | nach                                        |
| 1     | Scheveningen Noorderstrand Zwarte Pad | World Forum – Kalvermarkt/Stadhuis – Weteringplein – Bahnhof Hollandse Spoor (HS) – Rijswijk – Delft Bahnhof                       | Delft Abtswoudsepark                        |
| 2     | Kraayenstein Kraayensteinlaan         | Grote Markt – Hauptbahnhof (Centraal) – Ternoot – Voorburg 't Loo – Leidsenhage                                                    | Leidschendam Leidsenhage MCH Antoniushove   |
| RR 3  | Loosduinen Arnold Spoelplein          | Fahrenheitstraat (Noord) – Grote Markt – Hauptbahnhof (Centraal) – Voorburg 't Loo – Zoetermeer Centrum West – Zoetermeer Stadhuis | Zoetermeer Centrum West                     |
| RR 4  | De Uithof                             | Leyenburg – Grote Markt – Hauptbahnhof (Centraal) – Voorburg 't Loo – Zoetermeer Centrum West – Zoetermeer Stadhuis                | Zoetermeer Bahnhof Lansingerland-Zoetermeer |
| 6     | Leyenburg                             | Delftselaan – Grote Markt – Hauptbahnhof (Centraal) – Ternoot – Station Mariahoeve – Leidsenhage                                   | Leidschendam Noord Dillenburgsingel         |
| 9     | Scheveningen Noorderstrand Zwarte Pad | Madurodam – Hauptbahnhof (Centraal) – Weteringplein – Bahnhof Hollandse Spoor (HS) – Loevesteinlaan                                | Vrederust De Dreef                          |
| 11    | Scheveningen Haven Strandweg          | Statenkwartier – Delftselaan | Bahnhof Hollands Spoor (HS)                 |
| 12    | Duindorp Markenseplein                | Fahrenheitstraat (Noord) – Delftselaan                                                                                             | Bahnhof Hollands Spoor (HS)                 |
| 15    | Centraal Station                      | Kalvermarkt/Stadhuis – Weteringplein – Bahnhof Hollandse Spoor (HS) – Ypenburg                                                     | Nootdorp Centrum                            |
| 16    | Centraal Station                      | Kalvermarkt/Stadhuis – Weteringplein – Bahnhof Hollandse Spoor (HS) – Station Moerwijk – Loevesteinlaan                            | Wateringen Dorpskade                        |
| 17    | Statenkwartier                        | Hauptbahnhof (Centraal) – Bahnhof Hollandse Spoor (HS) – Station Rijswijk                                                          | Wateringen Dorpskade                        |
| 19    | Delft Bahnhof                         | Leidschenveen – Leidsenhage | Leidschendam Leidsenhage MCH Antoniushove   |

Die als RR bezeichneten Linien gehören zum Randstadrailnetz.
Die Linien im Zentrum haben aufgrund von Bauarbeiten größtenteils andere Linienführungen, der normale Übergang von 15 und 16 in der Innenstadt findet nicht statt. Stattdessen fahren die Züge der Linie 16 zum Statenkwartier, die der Linie 15 durchfahren die Innenstadt in einer Schleife, Endstation ist Kalvermarkt/Stadhuis. Die Linie 17 fährt – anstatt ins Statenkwartier – bis zur Straße Korte Voorhout und endet dort in einer Stumpfendstelle. Die Linie 2 wurde nach der Umstellung auf Avenio wieder zur normalen Straßenbahnlinie heruntergestuft. Mit diesen Fahrzeugen kann nun die Linie 4 in der HVZ teilweise in Doppeltraktion gefahren werden.

## Fahrzeuge
Nachdem 1993 die letzten Exemplare der einst großen PCC-Flotte (234 Wagen) ausgemustert wurden, besaß die HTM einen einheitlichen Fahrzeugpark aus 147 Gelenkwagen (Tw 3000) des Typs GTL8. GTL steht für Gelede Tram Lang (deutsch: Gelenkstraßenbahn lang), „8“ für die Zahl der Achsen einer Einheit. Die 100 Züge der ersten Generation sind 28,6 m lang und wurden zwischen 1981 und 1984 bei der Waggonfabrik La Brugeoise et Nivelles (BN) (heute Teil von Bombardier Transportation) in Brügge gebaut. Die 47 Fahrzeuge der zweiten Generation messen in der Länge 29,0 Meter. Sie wurden in den Jahren 1992 und 1993 in den Dienst gestellt. Im Oktober 2018 waren noch 23 Fahrzeuge der Reihe 3000 im Bestand.
Seit Dezember 2002 gab es etwas Abwechslung bei der Haager Straßenbahn, nachdem acht TW 6000 der Stadtbahn Hannover erworben wurden, die allerdings 2010 nach Budapest verkauft wurden. Auf den Linien 3 und 4 der Regionalstadtbahn RandstadRail werden seit 2006 72 Fahrzeuge (TW 4000) des Typs RegioCitadis eingesetzt.
Im November 2011 bestellte HTM Personenvervoer 40 vierteilige Fahrzeuge des Typs Siemens Avenio mit einer Option für 40 weitere, die ab Februar 2014 geliefert wurden (TW 5000). Die Hälfte der Option wurde im März 2014 zu einer Festbestellung im Wert von 55 Mio. Euro umgewandelt. Die 60 Triebwagen des Typs Avenios wurden 2014 und 2015 abgeliefert. Konkurrenz um den Auftrag bestand durch Bombardier mit dem Flexity Swift in einer Variante ähnlich derjenigen der Straßenbahn Melbourne sowie CAF mit dem Urbos AXL. Wegen unterschiedlicher Interpretationen des Lastenhefts kam es zu Gerichtsverfahren, insbesondere verlangte CAF Präzisierungen beim Bewertungsverfahren sowie später eine Neuausschreibung.
Im Sommer veranstaltet das Haager Verkehrsmuseum sonntags Fahrten mit Oldtimer-Fahrzeugen.
Im Dezember 2022 wurden bei Stadler Rail zunächst 56 Fahrzeuge vom Typ Tina bestellt, wobei die Bestellung eine Option für 44 weitere Fahrzeuge enthält. Die Fahrzeuge, die 36,5 Meter lang sind, über eine Kapazität von 237 Passagieren verfügen, eine Höchstgeschwindigkeit von 70 km/h erreichen und bei Bedarf in Doppeltraktion eingesetzt werden sollen, sollten ab 2026 ausgeliefert werden. Stadler lieferte den ersten Wagen jedoch bereits im August 2025 aus.

## Neubauten und Planungen

### Straßenbahntunnel
Die größte Baumaßnahme der Stadt in den vergangenen Jahren war der Bau eines 1250 Meter langen Straßenbahntunnels in der Innenstadt. Die Einkaufsstraße Grote Marktstraat wurde dabei zur Fußgängerzone umgewandelt, die dort verkehrenden Straßenbahnlinien in einen Tunnel mit zwei Tunnel-Stationen verlegt. Beide Stationen – Grote Markt und Spui – wurden vom Rotterdamer Architekten Rem Koolhaas entworfen und glänzen durch hölzerne Bahnsteige und trickreich beleuchtete Sichtbetonwände. Die Station Spui und der Streckentunnel bis zum Marktplatz liegen unterhalb einer Tiefgarage und deshalb recht tief unter dem Straßenniveau. Beide Stationen haben direkte unterirdische Zugänge zu den benachbarten Kaufhäusern. Am Marktplatz führt eine breite Verbindung vom Platz in die Untergrundstation.
Die Bauarbeiten begannen 1996 und gingen mit großen Schwierigkeiten voran. 1998 führte das massive Einsickern von Grundwasser in die Tunnelbaustelle zum Einbruch der Straßendecke des Kalvermarktes. Um ein Einstürzen des Tunnels und Schäden an den benachbarten Gebäuden zu verhindern, wurde zunächst die ganze Baustelle unter Wasser gesetzt. Die weiteren Bauarbeiten wurden unter Überdruck ausgeführt, wodurch jedoch weitere kleinere Wassereinbrüche nicht verhindert werden konnten. Die Unglücke sorgten für eine Steigerung der Baukosten von ursprünglich geplanten 139 Millionen auf 234 Millionen Euro und für eine Verzögerung der Fertigstellung um vier Jahre. Der Tunnel konnte schließlich am 16. Oktober 2004 eröffnet werden und wird von den RandstadRail-Linien 2, 3 und 4 und der Straßenbahnlinie 6 genutzt.

### Erschließung neuer Wohngebiete
Die niederländische Regierung fördert den Bau neuer, großer Wohngebiete in der unmittelbaren Umgebung der vier größten Städte des Landes. Diese Politik, festgehalten im VINEX-Programm, schließt die Anbindung dieser Wohngebiete durch Schienenverkehrsmittel mit ein.
Auch in der Region Den Haag entstanden seit den 1990er Jahren mehrere neue Wohngebiete des VINEX-Programms, die Anlass für Streckenneubauten der Haager Straßenbahn waren. So wurden die neuen Linien 15, 17 und 19 zur Erschließung der neuen Wohngebiete Nootdorp, Wateringse Veld und Ypenburg angelegt.
Ende 2007 erhielt die Linie 16 an der Melis Stokelaan eine Zweigstrecke, die ebenfalls in das neue Wohngebiet Wateringse Veld führt. Die neue Linie 19 führt seit Juli 2010 von Delft über Ypenburg und Leidschenveen nach Leidschendam.

### RandstadRail
Randstadrail ist ein städteübergreifendes Stadtbahnnetz, dessen erste Abschnitte Den Haag, Rotterdam und Zoetermeer verbinden.
Derzeit sind die folgenden vier Linien in Betrieb:
- E Den Haag Centraal – Pijnacker – Rotterdam Centraal – Rotterdam Slinge
- 3 Den Haag Loosduinen – Den Haag Centraal – Zoetermeer Voorweg (Laag = unten) – Zoetermeer Centrum West – Ringbahn Zoetermeer: Gegen Uhrzeigersinn: Zoetermeer Voorweg (Hoog = oben) – Bahnhof Zoetermeer/Driemanspolder – Zoetermeer Centrum West
- 4 Den Haag De Uithof – Den Haag Centraal – Zoetermeer Voorweg (Laag) – Zoetermeer Centrum-West – Zoetermeer Javalaan – Bahnhof Lansingerland-Zoetermeer
- 19 Leidschendam Leidsenhage – Ypenburg – Delft Bahnhof

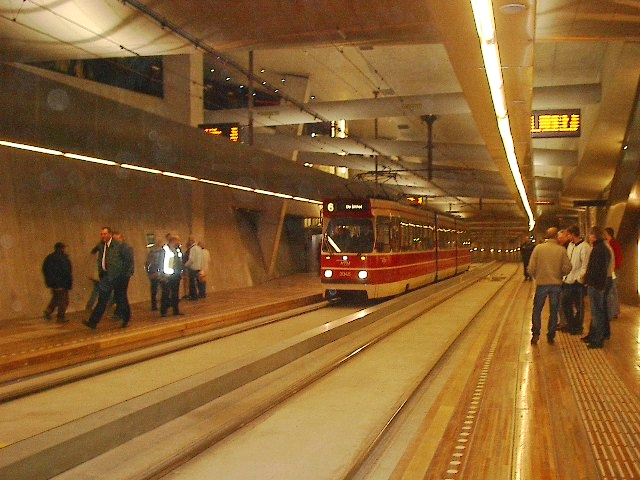
Station Grote Markt

Hauptbestandteil des Randstadrailnetzes sind die ehemaligen Eisenbahnstrecken Hofpleinlijn (Den Haag – Pijnacker – Rotterdam-Hofplein) und Zoetermeer Stadslijn (Den Haag Centraal – Zoetermeer). Diese wurden für den Betrieb mit Stadtbahnwagen umgebaut, wobei die Brezelschleife (krakeling) in Zoetermeer noch heute von der Linie 3 befahren wird, die Züge enden nun jedoch in Zoetermeer Centrum West. Die Eisenbahnzüge fuhren vorher, ohne irgendwo zu enden, nach Durchfahren der »Brezel« wieder nach Den Haag zurück. Außerdem wurde eine Neubauabzweigstrecke von der Brezel zur Javalaan eröffnet, die von der Linie 4 befahren wird. Auf diesen Linien werden niederflurige RegioCitadis eingesetzt.

Linien der RandstadRail

Die Strecke nach Rotterdam – Hofpleinlijn – wurde hingegen schnellbahnmäßig ausgebaut und an das (hochflurige) Rotterdamer U-Bahn-Netz angeschlossen. Die Strecke wird von der Linie E u. a. mit Triebwagen des Typs Flexity Swift bedient.
Neben diesen Eisenbahnstrecken hat die Den Haager Straßenbahn eine wichtige Stellung, denn die Strecke nach Zoetermeer wird als Verlängerung der vormaligen Straßenbahnlinie 3 und 4 betrieben. Die Linie 2 gehörte einige Jahre auch zur RandstadRail, ist jedoch wieder eine normale Straßenbahnlinie.
Die Buslinie 170 von Zoetermeer nach Rodenrijs wird als fehlender Schenkel im Dreiecksnetz ebenfalls als RandstadRaillinie bezeichnet.
Im Straßenbahnnetz von Den Haag beträgt die Höchstgeschwindigkeit 65 km/h. Erst ab Den Haag Centraal, wo die Randstadrail-Linien aus dem Straßenbahnnetz abzweigen und auf einem eigenen kreuzungsfreien Fahrweg verkehren, steigt die Streckenhöchstgeschwindigkeit. Sie liegt zwischen Den Haag Centraal und Rotterdam Melanchtonweg bei 100 km/h. Allerdings erreichen die Züge der Linien 2 und 6, die abschnittsweise Randstadrailstrecken mitbenutzen, bauartbedingt bis zu 65 km/h. Für die Metrolinie E verringert sich die Höchstgeschwindigkeit an der Station Rotterdam Melanchtonweg auf die im Rotterdamer Metronetz zulässigen 75 km/h.

## Verkehrsmuseum

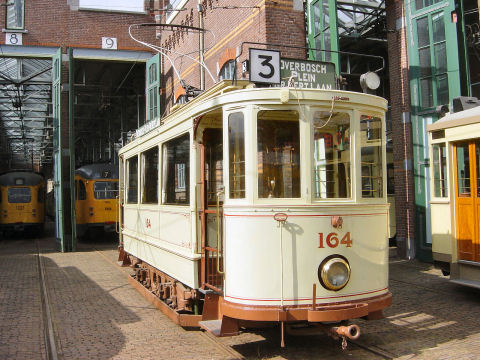
Tramwagen 164 (Baujahr 1908) im Haager Verkehrsmuseum

1989 wurde das Haager Museum für Öffentlichen Nahverkehr Haags Openbaar Vervoer Museum (HOVM) eröffnet. Es befindet sich im 1906 erbauten und seit 1983 stillgelegten, denkmalgeschützten Straßenbahndepot Frans Halsstraat im Südwesten der Innenstadt. Es stellt historische Haager Straßenbahnwagen und Busse aus und veranstaltet Sonderfahrten mit alten Fahrzeugen.